# Анахата
Анахата (санск. अनाहत, превод „неоштећен, неокрњен”) или срчана чакра је четврта основна чакра према традицији хиндуистичког тантризма.
Симболично је приказана као зелени лотос са дванаест латица.
Сматра се да је положај ове чакре у телу у средишњем делу кичменог стуба одмах иза срца.
На санскрту анахата значи "неповређен, неударен и непобедив". Анахата Над односи се на ведски концепт неодзвоњеног звука (звук небеског царства). Анахата је повезана са равнотежом, смиреношћу и спокојем. 

## Опис

### Положај
Положај Анахата чакре у телу је у средишњем делу кичменог стуба у близини срца. Кшетрам илити површинска тачка активације се налази на десном грудном кошу. 

### Матрике
На свакој од дванаест латица је уписан по сугласник илити матрика деванагари писма које се изговарају као мантре. Гледано с лева на десно:
| Бр. | Матрика | Сугласник | Сугласник на санскритском | Опис                    | Реф.        |
| --- | ------- | --------- | ------------------------- | ----------------------- | ----------- |
| 1   | кам     | ка        | क                         | задњонепчани сугласник  | [ 3 ] [ 4 ] |
| 2   | кхам    | кха       | ख                         | предњонепчани сугласник | [ 3 ] [ 4 ] |
| 3   | гам     | га        | ग                         | задњонепчани сугласник  | [ 3 ] [ 4 ] |
| 4   | гхам    | гха       | घ                         | задњонепчани сугласник  | [ 3 ] [ 4 ] |
| 5   | нгам    | на        | ङ                         | задњонепчани сугласник  | [ 3 ] [ 4 ] |
| 6   | чам     | ца        | च                         | палативни сугласник     | [ 3 ] [ 4 ] |
| 7   | чхам    | цха       | छ                         | палативни сугласник     | [ 3 ] [ 4 ] |
| 8   | ђам     | ђа        | ज                         | палативни сугласник     | [ 3 ] [ 4 ] |
| 9   | ђхам    | ђха       | झ                         | палативни сугласник     | [ 3 ] [ 4 ] |
| 10  | нјам    | нја       | ञ                         | палативни сугласник     | [ 3 ] [ 4 ] |
| 11  | там     | та        | ट                         | зубни сугласник         | [ 3 ] [ 4 ] |
| 12  | тхам    | тха       | ठ                         | зубни сугласник         | [ 3 ] [ 4 ] |

## Асоцијације са телом
Због повезаности са додиром (осећајем) и поступцима, повезан је са кожом и рукама. У ендокрином систему се каже да је Анахата повезана са тимусом.

## Алтернативни називи
- У Тантри: Анахата-Пури, Двадаша, Двадашадала, Х'идајамбођа, Хридабђа, Хридамбођа, Хридамбуђа, Хридаја, Хридаја Камала, Хридајабђа, Хридајамбуђа, Хридајасарасиђа, Хрит Падма, Хритпанкађа, Хритпанкеруха, Хритпатра, Хритсароруха, Падма-Сундара, Сурјасангкјадала.
- У Ведама (касне Упанишаде): Двадашара чакра, четврта чакра, Хридаја чакра